# Eremochelis bilobatus
Eremochelis bilobatus är en spindeldjursart som först beskrevs av Muma 1951.  Eremochelis bilobatus ingår i släktet Eremochelis och familjen Eremobatidae. Inga underarter finns listade i Catalogue of Life.